# Peștera Avenul de sub Babele
Avenul de sub cabana Babele este a doua peșteră ca lungime din Munții Bucegi. 

## Localizare
Plecăm pe traseul turistic ce se îndreaptă de la cabana Babele (2206 m altitudine) spre hotelul Peștera. Chiar înainte de a sosi la marginea abruptului numit Cimitirul Elefanților, denivelare inconfundabilă de circa 20 m, vizibilă tocmai din versantul apusean al Bucegilor, de o parte și cealaltă a potecii se află intrările în Peștera de pe Piciorul Babelor (dreapta, într-o mică depresiune de circa zece metri diametru, aflată cu 8 m mai sus de traseul marcat) și în Avenul de sub Babele (stânga, printre denivelările sterpe a ceea ce s-a dorit a fi pârtie de schi).

## Descriere
Intrarea, situată la 2020 m altitudine, era o pâlnie uriașă la gură (10 x 5 m), adâncă de 8 m, ce se putea coborî fără echipament. Golul subteran, lung de 388 metri, cu adâncime maximă de 40, 3 metri, explorat de Clubul Emil Racoviță din București (vezi hartă în revista Munții Carpați, nr. 5) a fost colmatat cu piatră împinsă de buldozere, în anii 90. Se spera astfel în eliminarea unui obstacol de pe pârtia de schi Babele - Peștera. Cei peste 400 metri cubi de rocă introduși în aven s-au tasat și redistribuit în adâncime, pe golul de tracțiune gravitațională din apropierea versantului spre Valea Sugărilor, în anul 2004 avenul fiind redeschis. . În 1982 Cercul de speologie Focul Viu București a cartat peștera cu următoarele dimensiuni: 241 m dezvoltare și -41 m denivelare. Avenul de sub Babele era caracterizat, la sfârșitul lui 1985, prin 388 m dezvoltare, 40,3 m adâncime și 70,5 m distanță maximă între punctele cele mai îndepărtate de pe planul peșterii (extensia cavității), un record național de dezvoltare (lungime) pentru peșterile în conglomerat din munții noștri, pâna în 1988 când Peștera Toșorog (Munții Suhard), explorată de Clubul Montana Onești, a detronat, cu o lungime de 423 m acest record.

## Formare
Avenul de sub Babele și Peștera de pe Piciorul Babelor sunt cavități formate ca urmare a tracțiunii exercitate de forța gravitațională asupra abruptului din apropiere. Astfel au apărut, în urma ruperii stratelor de rocă, spații subterane paralele cu abruptul, orientate de la sud-est la nord-vest, penetrabile pentru om. Privind de pe poteca turistică se observă, spre sud, în mod evident, fisura paralelă cu abruptul, lungă de zeci de metri.